# 三氟氯硅烷
三氟氯硅烷是一种化学式为 SiClF3 的气体。它是由硅、氟和氯组成的化合物。它是甲硅烷的氢原子被氟和氯原子代替而成。
它可由三氟化锑和四氯化硅反应制得；六氟化二硅和氯气反应也能得到三氟氯硅烷，但该反应会发生爆炸。